# Classificació de la Copa del Món de futbol 2018-CONCACAF
La fase de Classificació de la Copa del Món de futbol 2018 de la zona nord americana fou organitzada i supervisada per l'CONCACAF.
La zona nord americana disposa de 3 places directes per la fase final, més una a disputar amb un representant de la AFC. La classificació d'aquesta zona consta de 5 fases. La primera fase enfrontarà en eliminatòries directes a les 14 seleccions amb pitjor ranking FIFA. Els 7 guanyadors i les 13 seleccions següents al ranking s'enfrontaran a la segona fase en 10 emparellament. Els 10 guanyadors de la segona fase i 2 equips més es repartiran en 6 emparellaments directes en la tercera fase. Els 6 guanyadors més els 6 millors coeficients de la federació es repartiran en la quarta fase en 3 grups de 4 d'on els primers i segons de cada grup es classificaran per a jugar la cinquena i última fase que constarà d'un grup de 6 equips, del qual els 3 millors es classificaran directament per la Copa del Món i el quart classificat jugarà el play-off amb el representant asiàtic.

## Primera ronda
| Partit | Equip 1                  | Resultat global | Equip 2                      | Resultat anada | Resultat tornada |
| ------ | ------------------------ | --------------- | ---------------------------- | -------------- | ---------------- |
| 1      | Bahames                  | 0:8             | Bermudes                     | 0:5            | 0:3              |
| 2      | Illes Verges Britàniques | 2:3             | Dominica                     | 2:3            | 0:0              |
| 3      | Barbados                 | 4:1             | Illes Verges Nord-americanes | 0:1            | 4:0              |
| 4      | Saint Kitts i Nevis      | 12:4            | Illes Turks i Caicos         | 6:2            | 6:2              |
| 5      | Nicaragua                | 8:0             | Anguilla                     | 5:0            | 3:0              |
| 6      | Belize                   | 1:1             | Illes Caiman                 | 0:0            | 1:1              |
| 7      | Curaçao                  | 4:3             | Montserrat                   | 2:1            | 2:2              |

## Segona fase
| Partit | Equip 1                        | Resultat global | Equip 2     | Resultat anada | Resultat tornada |
| ------ | ------------------------------ | --------------- | ----------- | -------------- | ---------------- |
| 1      | Saint Vincent i les Grenadines | 6:6             | Guyana      | 2:2            | 4:4              |
| 2      | Antigua i Barbuda              | 5:4             | Saint Lucia | 1:3            | 4:1              |
| 3      | Puerto Rico                    | 1:2             | Grenada     | 1:0            | 0:2              |
| 4      | Dominica                       | 0:6             | Canadà      | 0:2            | 0:4              |
| 5      | República Dominicana           | 1:5             | Belize      | 1:2            | 0:5              |
| 6      | Guatemala                      | 1:0             | Bermudes    | 0:0            | 1:0              |
| 7      | Aruba                          | 3:2             | Barbados    | 0:2            | 3:0              |
| 8      | Saint Kitts i Nevis            | 3:6             | El Salvador | 2:2            | 1:4              |
| 9      | Curaçao                        | 1:1             | Cuba        | 0:0            | 1:1              |
| 10     | Nicaragua                      | 4:1             | Surinam     | 1:0            | 3:1              |

## Tercera fase
| Partit | Equip 1                        | Resultat global | Equip 2     | Resultat anada | Resultat tornada |
| ------ | ------------------------------ | --------------- | ----------- | -------------- | ---------------- |
| 1      | Curaçao                        | 0:2             | El Salvador | 0:1            | 0:1              |
| 2      | Canadà                         | 4:1             | Belize      | 3:0            | 1:1              |
| 3      | Grenada                        | 1:6             | Haití       | 1:3            | 0:3              |
| 4      | Jamaica                        | 4:3             | Nicaragua   | 2:3            | 2:0              |
| 5      | Saint Vincent i les Grenadines | 3:2             | Aruba       | 2:0            | 1:2              |
| 6      | Antigua i Barbuda              | 1:2             | Guatemala   | 1:0            | 0:2              |

## Quarta fase (grups)

### Grup A
| Equip       | Pts | PJ | PG | PE | PP | GF | GC | DG  |
| ----------- | --- | -- | -- | -- | -- | -- | -- | --- |
| Mèxic       | 16  | 6  | 5  | 1  | 0  | 13 | 1  | +12 |
| Hondures    | 8   | 6  | 2  | 2  | 2  | 6  | 6  | +0  |
| Canadà      | 7   | 6  | 2  | 1  | 3  | 5  | 8  | -3  |
| El Salvador | 2   | 6  | 0  | 2  | 4  | 4  | 13 | -9  |

### Grup B
| Equip      | Pts | PJ | PG | PE | PP | GF | GC | DG |
| ---------- | --- | -- | -- | -- | -- | -- | -- | -- |
| Costa Rica | 16  | 6  | 5  | 1  | 0  | 11 | 3  | +8 |
| Panamà     | 10  | 6  | 3  | 1  | 2  | 7  | 5  | +2 |
| Haití      | 4   | 6  | 1  | 1  | 4  | 2  | 4  | -2 |
| Jamaica    | 4   | 6  | 1  | 1  | 4  | 2  | 10 | -8 |

### Grup C
| Equip                          | Pts | PJ | PG | PE | PP | GF | GC | DG  |
| ------------------------------ | --- | -- | -- | -- | -- | -- | -- | --- |
| Estats Units                   | 13  | 6  | 4  | 1  | 1  | 20 | 3  | +17 |
| Trinitat i Tobago              | 11  | 6  | 3  | 2  | 1  | 13 | 9  | +4  |
| Guatemala                      | 10  | 6  | 3  | 1  | 2  | 18 | 11 | +7  |
| Saint Vincent i les Grenadines | 0   | 6  | 0  | 0  | 6  | 6  | 34 | -28 |

## Cinquena ronda (grup únic)
| Equip             | Pts | PJ | PG | PE | PP | GF | GC | Dif |
| ----------------- | --- | -- | -- | -- | -- | -- | -- | --- |
| Mèxic             | 21  | 10 | 6  | 3  | 1  | 16 | 7  | +11 |
| Costa Rica        | 16  | 10 | 4  | 4  | 2  | 14 | 8  | +6  |
| Panamà            | 13  | 10 | 3  | 4  | 3  | 9  | 10 | -1  |
| Hondures          | 13  | 10 | 3  | 4  | 3  | 13 | 19 | -6  |
| Estats Units      | 12  | 10 | 3  | 3  | 4  | 17 | 13 | +4  |
| Trinitat i Tobago | 6   | 10 | 2  | 0  | 8  | 7  | 19 | -12 |

## Repesca amb la AFC
| Partit | Equip 1  | Resultat global | Equip 2   | Resultat anada | Resultat tornada |
| ------ | -------- | --------------- | --------- | -------------- | ---------------- |
| R      | Hondures | 1:3             | Austràlia | 0-0            | 1-3              |

## Equips classificats
| Equip      | Data de la qualificació | Aparicions anteriors                                                                          |
| ---------- | ----------------------- | --------------------------------------------------------------------------------------------- |
| Mèxic      | 1 setembre 2017         | 15 (1930, 1950, 1954, 1958, 1962, 1966, 1970, 1978, 1986, 1994, 1998, 2002, 2006, 2010, 2014) |
| Costa Rica | 7 octubre 2017          | 4 (1990, 2002, 2006, 2014)                                                                    |
| Panamà     | 10 octubre 2017         | 0                                                                                             |

¹ En cursiva organitzador en aquella edició